# Slim Slow Slider
«Slim Slow Slider» es una canción del músico norirlandés Van Morrison publicada como cierre del álbum de 1968 Astral Weeks.
Según las palabras de Morrison, el tema de la canción es "una persona que es atrapado en una gran ciudad como Londres o posiblemente por las drogas". Brian Hinton describió el tema como una intrusión entre los dos polos que conforman Belfast y América en el resto de las canciones. La canción termina abruptamente con Van golpeando las cuerdas de su guitarra.
Como última canción del álbum, "Slim Slow Slider" fue también la última canción grabada en la sesión de grabación del 15 de octubre de 1968. John Payne, quien tocó el saxofón soprano en el tema, dijo que había una larga parte al final de la canción que fue eliminada: "Tenía entre cinco y diez minutos de improvisación instrumental, con una temática jazz y semibarroca".

## Personal
- Van Morrison: guitarra rítmica y voz
- Richard Davis: contrabajo
- John Payne: saxofón soprano
- Warren Smith, Jr.: percusión

## Versiones
"Slim Slow Slider" fue versionada por Johnny Rivers en 1970.